# Brynmawr

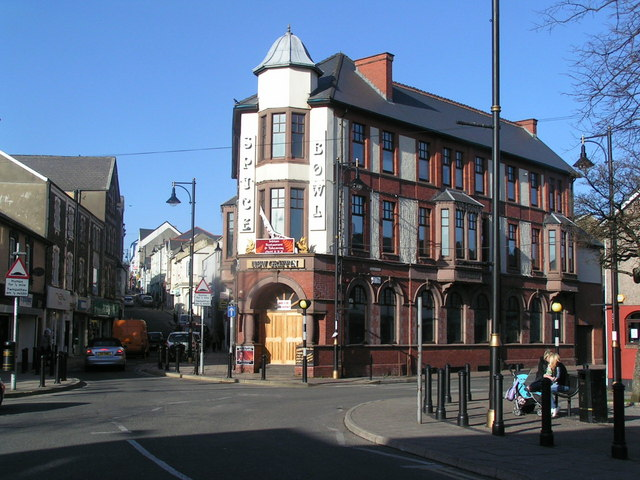

Brynmawr is een plaats in het Welsh graafschap Blaenau Gwent.
Brynmawr telt 5599 inwoners.
De naam Brynmawr betekent grote heuvel. De plaats ligt op een hoogte van ongeveer 400 meter en wordt aangeduid als the highest town in Wales. Sinds het begin van de negentiende eeuw is er kolenmijnbouw en metaalindustrie in de plaats gevestigd. Tegenwoordig is er een mijnmuseum.